# ديفيد آدامز (ناشط سلام)
ديفيد آدامز (وُلد عام 1939 في ميسوري) هو ناشط سلام، وعالم، وباحث، وكاتب، وصحفي، أمريكي. وبصفته أستاذًا جامعيًا في جامعة ويسليان كان يدير مختبرًا للأبحاث الخاصة بالدماغ ونشر العديد من المقالات العلمية. عمل آدامز بعد ذلك في اليونيسكو على مبادرة ثقافة السلام التي أدت في النهاية لإقامة العام العالمي لثقافة السلام.
يشغل آدامز حاليًا منصب منسق شبكة أخبار ثقافة السلام ومؤلف العديد من الكتب التي تتناول هذا الموضوع.

## سيرته الذاتية
قصد ديفيد آدامز جامعة كولومبيا منذ عام 1957 وحتى عام 1962 حيث درس الأدب وكتب الروايات (سيد المنزل والسلام) والشعر («قصائد الصحف»). نال شهادة الدكتوراه في الفلسفة من جامعة يال 1962- 1968 ونُشرت أطروحة الدكتوراه الخاصة به لاحقًا في مجلة ساينس ماغازين (بالإنجليزية: Science Magazine) بعنوان «الخلايا المرتبطة بالسلوك العدائي المُسجَّلة من اللبد العصبي الرمادي في الدماغ المتوسط المركزي لقطة». بعد ذلك، تابع آدامز العمل على آليات الدماغ الخاصة بالعدائية، بصفته مساعدًا، ومعاونًا، وأستاذًا في جامعة ويسليان، وبدأ دراسات تؤسس لمفهوم ثقافة السلام.
نظرًا لاهتمامه بادعاءات وسائل الإعلام حول وجود أسس بيولوجية كامنة وراء الحرب، عمل مع الجمعية العالمية للبحوث الخاصة بالعدائية لبدء عملية تؤدي إلى إصدار بيان إشبيلية حول العنف الذي أظهر بشكل علمي أن الحرب ليست مدفوعة بالجانب البيولوجي، ويمكن اقتباس قول كارغريت ميد، «الصنف الذي ابتكر الحرب قادر بنفسه على ابتكار السلام أيضًا». كان مسؤولًا عن النشرة الإخبارية الخاصة ببيان إشبيلية منذ عام 1986 وحتى 1994، بالإضافة إلى أن الدراسة تُظهر أنه في حال آمن المرء أن الحرب غير مدفوعة بالجانب البيولوجي، فعلى الأرجح أنه سيعمل من أجل السلام.
منذ عام 1992 وحتى 2001، عمل آدامز في اليونيسكو بصفة مستشار، ومهني، ومدير لثقافة السلام، ما أدى إلى إقامة السنة العالمية لثقافة السلام وكان رئيسًا لمجموعة العمل الخاصة بها. منذ تقاعده من اليونيسكو، عمل على تنسيق التقارير النصفية والنهائية من المجتمع المدني للعقد العالمي لثقافة السلام واللاعنف لأطفال العالم، ونسق شبكة أخبار ثقافة السلام والمؤلفات المكتوبة حول ثقافة الحرب والسلام.
يعيش آدامز مع زوجته كيكي تشوفان في نورماندي في فرنسا.

## ثقافة السلام
ثقافة السلام هي «مجموعة من القيم، والمواقف، وأشكال السلوكيات وطرق الحياة التي ترفض العنف وتمنع النزاعات عن طريق معالجة الأسباب الجذرية لحل المشاكل عبر الحوار والتفاوض بين الأفراد، والمجموعات، والأمم».
اقتُرحت ثقافة السلام أول مرة على اليونسكو من قبل البابا فيليب ماك غريغور في مؤتمر ياموسوكرو عن السلام من وجهة نظر الرجال عام 1989، حيث عرض ديفيد آدامز بيان إشبيلية حول العنف عند انتخاب فيدريكو مايور، أحد الموقعين على بيان إشبيلية، لمنصب مدير اليونيسكو العام، قصد ديفيد اليونيسكو عام 1992 لنشر البيان، بما في ذلك نشر الكُتيّبات، والعناوين الفرعية، و«تجهيز أساسات بناء السلام». وفي ذلك السياق، عمل مع المدير العام مايور، وجورج كوتوكديان، والسفير أحمد صياد لاقتراح برنامج ثقافة السلام. عام 1994، ترك منصبه الجامعي بتأسيس برنامج ثقافة السلام في اليونيسكو تحت إشراف المدير العام مايور والمديرة ليزلي آثيرلي، بالإضافة إلى فيرمين إدوارد ماتوكو. منذ عام 1993 وحتى عام 1996، عمل على تأسيس برامج ثقافة السلام الدولية، من بينها برامج السلفادور والموزمبيق. عام 1995، جهز كتابًا لليونيسكو يحمل عنوان اليونيسكو وثقافة السلام: تشجيع الحركة العالمية.